# Eugenio Molinari
Eugenio Molinari (* 1936 in Lezzeno, Italien) ist ein italienischer Ingenieur und Speedboatfahrer.
Zusammen mit Ferrari entwickelte er u. a. ein Rennboot. Angetrieben wird dieses vom 360-kW-V8-Motor des Ferrari F430. Mehr als 70 Rekorde hat der Chefingenieur mittlerweile für Ferrari auf dem Wasser geholt. 1980 wurde er Class R Unlimited Meister der Union Internationale Motonautique.